# Internationales Netzwerk investigativer Journalisten

Internationales Netzwerk investigativer Journalisten

Das Internationale Netzwerk investigativer Journalisten (englisch International Consortium of Investigative Journalists; abgekürzt ICIJ) ist ein Projekt des Center for Public Integrity (CPI) in den USA. Zu den Aufgaben des ICIJ gehört die Aufdeckung von Machtmissbrauch, Korruption und Pflichtverletzung durch mächtige öffentliche und private Institutionen. Das ICIJ wertete Millionen Unterlagen über Steueroasen und Briefkastenfirmen sowie geheime Finanzgeschäfte bekannter Persönlichkeiten in Steueroasen aus, unter anderem die Panama Papers, die Paradise Papers und die Pandora Papers. Das ICIJ wird von den von George Soros gegründeten Open Society Foundations unterstützt.

## Geschichte
Das ICIJ wurde 1997 als Projekt des Center for Public Integrity (CPI) gegründet. Es war 2014 an der Veröffentlichung von verbindlichen Vorbescheiden der Luxemburger Steuerbehörde (den Luxemburg-Leaks) beteiligt. Im November 2018 veröffentlichte das ICIJ gemeinsam mit Partnern die als Implant Files bekannten Recherchen zu Medizinprodukten. Letzteres war die erste Recherche, die nicht auf Leaks von Whistleblowern basierte. Im November 2019 veröffentlichte das ICIJ in Kooperation mit Partnern ihre Recherchen über die China Cables, im September 2020 über die FinCEN Files und im Juli 2022 über die Uber Files.

## Journalisten
Dem Netzwerk gehören 280 Journalisten in über 100 Ländern an. Hans Leyendecker, der langjährige Leiter des Ressorts Investigative Recherche bei der Süddeutschen Zeitung, gehört zum Netzwerk investigativer Journalisten aus Deutschland wie auch Bastian Obermayer und Frederik Obermaier. Aus Österreich war der Anfang 2015 verstorbene Journalist Kurt Kuch Mitglied des ICIJ, 2018 wurde Michael Nikbakhsh als Vollmitglied in das Netzwerk aufgenommen. Aus der Schweiz wurde als eines der ersten Mitglieder der unabhängige Journalist Frank Garbely berufen.

## Auszeichnungen
Das ICIJ wurde im Jahr 2017 für die Enthüllung des Panama-Papers-Skandals mit dem Pulitzer-Preis in der Kategorie „Explanatory Reporting“ (Hintergrund-Berichterstattung) ausgezeichnet.
Im Jahr 2019 erhielt das ICIJ den von GuideStar vergebenen Preis Gold Seal of Transparency.
Das ICIJ organisiert die Daniel Pearl Awards for Outstanding International Investigative Reporting. Die Auszeichnungen werden aktuell nicht vergeben.

## Bekannte Arbeiten
Weltweit bekannt wurde das ICIJ durch folgende gemeinsamen Arbeiten.

### Offshore-Leaks
Im April 2013 erregte das ICIJ mit seinem Projekt Offshore-Leaks international viel Aufsehen. Dabei handelte es sich um ein umfangreiches Rechercheprojekt, an dem 86 Journalisten und Medien aus 46 Ländern mitarbeiten. In einer projektweit konzertierten Aktion berichten seit dem 4. April 2013 renommierte Medien wie die Washington Post über die große Steueroasen-Maschinerie, die es bisher leicht macht(e), Schwarzgeld zu besitzen bzw. es vor Dritten zu verstecken. In Deutschland sind die Süddeutsche Zeitung, das Team Recherche des NDR Fernsehens und der Reporterpool von NDR Info Kooperationspartner des Projekts.

### Luxemburg-Leaks
Im November 2014 erregte das ICIJ mit seinem Projekt Luxemburg-Leaks international ebenfalls viel Aufsehen. Über 500 globale Unternehmen haben mittels komplizierter Konstruktionen und unter Beteiligung der dortigen Steuerbehörden ihre Gewinne nach Luxemburg verlagert und so ihren Steuersatz auf bis zu 0,1 % gedrückt.

### Swiss-Leaks
Im Februar 2015 berichtete das ICIJ, dass die Schweizer HSBC Private Bank Kunden systematisch bei der Steuerhinterziehung unterstützt habe. Die als Swiss-Leaks bekannt gewordenen Daten hatte ICIJ von der französischen Zeitung Le Monde erhalten.

### Panama Papers
Am 3. April 2016 veröffentlichte das Konsortium gleichzeitig und international seine ersten Rechercheergebnisse zu den Panama Papers. Hierfür erhielt es 2017 den Pulitzer-Preis für Hintergrundberichterstattung.

### Paradise Papers
Ab dem 5. November 2017 veröffentlicht das internationale Journalisten-Konsortium mit 400 Journalisten weltweit (in Deutschland beteiligt der WDR und NDR sowie die Süddeutsche Zeitung) nach Auswertung von mehr als 13 Mio. Dokumenten die „Paradise-Reports“ zur Steuervermeidung hochrangiger Politiker weltweit, darunter der US-Handelsminister Wilbur Ross. 120 Politiker aus mehr als 40 Ländern seien betroffen, darunter mehrere amtierende Staats- und Regierungschefs. Sie nutzten Briefkastenfirmen oder andere „Steueroasen“. Darüber hinaus werden entsprechende Geschäfte von Firmen, „Superreichen“ und Kriminellen thematisiert und analysiert.

### Cyprus Confidential
Im November 2023 veröffentlichte das Konsortium Rechercheergebnisse zur Einflussnahme russischer Oligarchen auf westliche Autoren und Medien, wie zum Beispiel heimliche Zahlungen an den Journalisten Hubert Seipel, via Briefkastenfirmen in Zypern.